# Nyandú comú
El nyandú comú  (Rhea americana), nom que prové del guaraní i significa "aranya", és un gran ocell no volador de la família dels reids (Rheidae) que habita planures amb herba i matollars oberts del sud de Sud-amèrica, al nord i est de Bolívia, el Paraguai, meitat sud del Brasil, Uruguai i nord de l'Argentina. El seu nom comú es fa extensiu a l'altre membre de la família, el nyandú de la Patagònia.

## Subespècies
Segons l'IOC World Bird List, VERSION 7.2, aquesta espècie està formada per 5 subespècies:
- Rhea americana americana (Linnaeus, 1758):, que habita els camps septentrionals i orientals del Brasil.
- Rhea americana intermedia Rothschild et Chubb, C, 1914, que habita Rio Grande do Sul (una província brasilera) i l'Uruguai.
- Rhea americana nobilis Brodkorb, 1939, que habita la part oriental del Paraguai.
- Rhea americana araneipes Brodkorb, 1938, que habita des del Paraguai a Bolívia i la província brasilera Mato Grosso.
- Rhea americana albescens Lynch et Holmberg, 1878, que habita des de l'Argentina meridional a la província de Río Negro.